# 윤시내
윤시내(1952년 7월 7일 ~ )는 대한민국의 가수이다. 서울예술고등학교를 졸업했다.
1974년 영화 《별들의 고향》의 주제가 《나는 열 아홉살이에요》를 불러 유명해졌다. 미8군 무대의 보컬, 포시즌(사계절)의 보컬을 거쳐 1978년 《공연히》로 공식 데뷔하였다.
히트곡으로는 《열애》(1979), 《DJ에게》(1982), 《공부합시다》(1983), 《그대에게서 벗어나고파》(1985) 등이 있다.

## 정규 앨범
- 1978년 10월 1집 《난 모르겠네》 《공연히》
- 1979년 8월 2집 《열애》 《이 밤을 즐겁게》
- 1980년 2월 3집 《고목》 《어제는 어제》
- 1980년 10월 4집 《천년》 《도시인》
- 1981년 9월 5집 《여심》 《갈대》
- 1982년 5월 6집 《DJ에게》 《어쩌란 말인가요》
- 1983년 8월 7집 《이별의 길목》 《공부합시다》 《사랑의 시》
- 1984년 9월 8집 《여자의 마음》 《어쩔 줄 모르겠네》
- 1985년 5월 9집 《아무도 들어주지 않는 노래》 《그대에게서 벗어나고파》
- 1986년 3월 10집 《흔들리는 마음》 《물과 불》
- 1987년 5월 11집 《내 이름 말리꽃》 《목마른 계절》
- 1988년 3월 12집 《그것은 사랑》 《몬테카를로의 추억》
- 1989년 5월 13집 《왜냐고 묻지 말아요》 《후회》
- 1992년 6월 14집 《추억 속에, 유혹 속에, 기억 속에》
- 1997년 9월 15집 《패션》 《그대 오지 않는 이유》
- 2008년 2월 16집 《포옹》 《외로운 여자》
- 2014년 10월 17집 《사랑 한국》 《꽃》
- 2015년 11월 18집 《인생이란》 《내 잘못 아니|에요》

## 비정규 앨범
- 1974년 영화 "별들의 고향" OST 수록곡 《나는 열아홉살이예요》
- 1976년 그룹 "신병하와 사계절"의 리드보컬로 《정말 그럴까》 《하얀꿈》 등
- 1976년 서라벌레코드 옴니버스 앨범에서 《새야 날아봐》
- 1978년 "MBC 서울국제가요제" 실황 앨범에서 《공연히》
- 1980년 안타프로덕션 미발표곡 스플릿 앨범 A면 윤시내 곡 《사랑이 미워질 때》 《빗방울》등 B면 최주호 곡.
- 1984년 옛 가요 앨범 "추억의 노래" 발매 《과거를 묻지 마세요》 《대전부르스》 등
- 1985년 애창 팝송 앨범 "윤시내의 POP" 발매 《One Night in Bangkok》 《Holding Out For a Hero》 등
- 1986년 영화 "이장호의 외인구단" OST 수록곡 《사랑의 테마》 《꿈으로 가는 소리》
- 1986년 김정호 추모 앨범 中 《하얀 나비》
- 1991년 윤시내 & 나미 듀엣 앨범 《그대 떠나버리면》
- 1994년 KBS 드라마 "무당"의 OST 《운명》 《이별》 등
- 2011년 그룹 "부활"의 《이별에서 영원으로》 Featuring
- 2018년 기타리스트 박주원의 싱글 음원 《10월 아침》 Featuring

## 수상 경력
- 1979년 12월 19일 TBC 제1회 세계국제가요제 — 《열애》 은상
- 1980년 TBC 방송가요대상 — 《열애》 여자 부문 대상
- 1982년 KBS 가요대상 — 《DJ에게》 여자 부문 대상
- 1983년 5월 28일 MBC 서울국제가요제 — 《연민》(전영록과 함께 부름) 은상
- 1983년 KBS 가요대상 — 《공부합시다》 여자 부문 대상, 방송 PD상
- 1980~1984년 MBC 10대 가수 연속 5회 수상

## 특기 사항
전성기의 인기를 구가하던 1984년 소득 순위에서 16,282,000원을 신고해 가수 부문 7위에 오르기도 했다.